# Wojny biskupów
Uzasadnienie: Artykuły opisują te same wydarzenia
Wojny biskupów to dwa konflikty zbrojne, między królem Anglii Karolem I i szkockimi prezbiterianami.

## Pierwsza (1639)
Karol I starał się skłonić szkockich biskupów do przyjęcia przez szkocki Kościół nowego “Modlitewnika powszechnego”. W 1637 biskupi podjęli próbę zadośćuczynienia królewskim żądaniom, ale prezbiterianie sprzeciwili się i na początku 1638 przyjęli National Covenant – ślubowanie zachowania wierności własnej religii wbrew naciskom Kościoła anglikańskiego. Wobec tego w 1639 Karol podjął próbę wyegzekwowania swego żądania zbrojnie, ale jego nieliczne i źle wyszkolone wojska zostały łatwo odparte przez Szkotów.

## Druga (1640)
Odparcie najazdu angielskiego króla wzmocniło opór szkockich prezbiterian przed narzuceniem im anglikańskich reguł. Tymczasem w 1640 roku angielska szlachta i możnowładcy zachęcili Szkotów do zaatakowania króla Anglii. Szkockie oddziały wkroczyły więc do Anglii i łatwo pobiły siły Karola I. Traktat pokojowy w Ripon przewidywał, że do wypracowania przez angielski parlament ostatecznych warunków pokoju północna Anglia pozostanie pod szkocką okupacją, a wojska szkockie będą dostawać dziennie 850 funtów. W celu uzyskania pieniędzy Karol był zmuszony zwołać pod koniec roku parlament (zobacz: Długi Parlament), co doprowadziło kilka lat później do wybuchu wojny domowej.